# Web Coverage Service

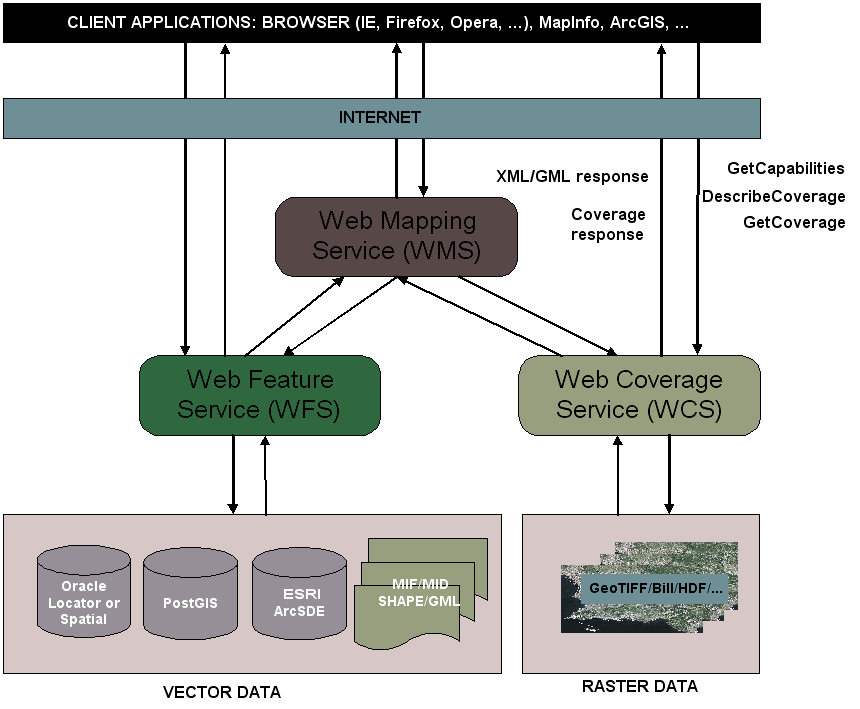
WCS requests

De Web Coverage Service is een protocol voor de open uitwisseling van geografische rasterdata, dit in tegenstelling tot de Web Feature Service, die functies beschrijft op vectordata. Het verschil is dat rasterdata direct weer te geven zijn als een kaart via het WCS-protocol – het zijn dus ruwe data – en vectordata afkomstig zijn van een tabel (uit een databank of shapefile) en niet direct als kaart weergegeven kunnen worden via het WFS-protocol, maar via het WMS-protocol kan er wel een kaart gegenereerd worden met behulp van van het geometrieveld (in de tabel) en een daaraan gelinkt stylesheet (voor het inkleuren van de data, met andere woorden de symbologie).
Het Open Geospatial Consortium (OGC) definieert WMS.